# Aphra sanguipalpis
Aphra sanguipalpis är en fjärilsart som beskrevs av Paul Dognin 1907. Aphra sanguipalpis ingår i släktet Aphra och familjen björnspinnare. Inga underarter finns listade i Catalogue of Life.